# Wspólnota administracyjna Lisberg
Wspólnota administracyjna Lisberg – wspólnota administracyjna (niem. Verwaltungsgemeinschaft) w Niemczech, w kraju związkowym Bawaria, w rejencji Górna Frankonia, w regionie Oberfranken-West, w powiecie Bamberg. Siedziba wspólnoty znajduje się w miejscowości Lisberg.
Wspólnota administracyjna zrzesza dwie gminy wiejskie (Gemeinde):
- Lisberg, 1 757 mieszkańców, 8,36 km²
- Priesendorf, 1 535 mieszkańców, 8,35 km²